# 구성군 (대한민국)
구성군(龜城郡)은 대한민국 평안북도에 있는 대한민국의 군이다. 이북5도위원회가 관리하는 명목상의 행정 구역이다. 면적은 1,241.6km2로, 10면 91동으로 이루어져 있다. 군청소재지는 구성면 좌부동이다.

## 행정 구역
| 읍면           | 동 숫자 | 동(洞) |
| -------------- | ------- | --- |
| 구성면(龜城面) | 10      | 우부(右部) 좌부(左部) 하단(下端) 상단(上端) 이구(犂邱) 고양(高陽) 청룡(靑龍) 백운(白雲) 차유(車踰) 원흥(院興)                       |
| 관서면(館西面) | 8       | 소관(昭關) 신풍(新豊) 북남송(北南松) 서고성(西古城) 대우(大牛) 송림(松林) 어궁(御宮) 조악(造岳)                                     |
| 노동면(蘆洞面) | 8       | 중방(中坊) 백석(白石) 내장(內場) 운계(雲溪) 청룡(靑龍) 상승(上勝) 풍산(豊山) 운흥(雲興)                                             |
| 동산면(東山面) | 12      | 차복(車福) 용풍(龍豊) 용퇴(龍退) 남산(南山) 선흥(仙興) 양지(陽地) 덕화(德化) 백석(白石) 풍덕(豊德) 부풍(富風) 금곡(金谷) 용덕(龍德) |
| 방현면(方峴面) | 7       | 하단(下丹) 창(滄) 와룡(臥龍) 청송(靑松) 발산(鉢山) 변산(辨山) 길하(吉下)                                                            |
| 사기면(沙器面) | 11      | 향산(香山) 신시(新市) 왕당(旺堂) 구암(九巖) 독송(獨松) 석현(石峴) 송백(松栢) 지경(地境) 인곡(寅谷) 은봉(殷峰) 화암(花巖)            |
| 서산면(西山面) | 7       | 입석(立石) 염잠(廉岑) 평지(坪地) 옥인(玉仁) 신덕(新德) 대성(大星) 남평(南坪)                                                        |
| 오봉면(五峰面) | 10      | 양지(陽地) 조양(朝陽) 인봉(仁鳳) 남양(南陽) 선모(仙帽) 내양(內陽) 봉덕(鳳德) 사기(士氣) 용연(龍淵) 엄교(嚴橋)                       |
| 이현면(梨峴面) | 8       | 원창(院倉) 택인(擇仁) 대안(大安) 길상(吉祥) 하단(下丹) 용산(龍山) 진조(眞鳥) 마성(磨星)                                             |
| 천마면(天摩面) | 10      | 탑(塔) 대성(大城) 안창(安倉) 송수(松水) 노곡(蘆谷) 동암(東巖) 신음(新音) 연창(延昌) 신두(新頭) 관(館)                               |

## 참고 문헌
- “평안북도 시군 소개”. 이북5도위원회.
- “평안북도 기구 및 정원”. 이북5도위원회.

## 같이 보기
- 구성시